# Клепа (дем Навпактия)
Клепа̀ (на гръцки: Κλεπά) е село в Кравара, дем Навпактия на област Етолоакарнания. Населението му е 40 души. Клепа се намира на южните склонове на Кокиния. От 1912 г. до 2002 г. е било център на дема, като неформално се счита за център на Кравара.
От Клепа се открива красива панорама към изградения през 2003 година на Евинос язовир. Над Клепа е най-южният ареал на разпространение на бука.